# Geoeconomia
A geoeconomia é o estudo dos aspectos espaciais, temporais e políticos das economias e dos recursos. A formação da geo-economia como um ramo da geopolítica é frequentemente atribuída a Edward Luttwak, economista e consultor americano, e Pascal Lorot, economista e cientista político francês. O economista azerbaijano Vusal Gasimli define geo-economia como o estudo das inter-relações de economia, geografia e política no "cone infinito" que sobe do centro da terra para o espaço sideral (incluindo a análise econômica dos recursos planetários).

## A lógica do conflito na gramática do comércio
Luttwak argumenta que a mesma lógica subjacente ao conflito militar também se refere ao comércio internacional:
- Os Estados buscam coletar tanto quanto as receitas prescritas por seus códigos fiscais e não se contentam em permitir que outros Estados tributem a atividade comercial de acordo com o seu alcance. Esta é uma situação de soma zero.
- Os Estados regulam predominantemente a atividade econômica de forma a maximizar os resultados dentro de suas próprias fronteiras, e não para um propósito transnacional sem interesses, mesmo quando o resultado é sub-ótimo para outros estados. A lógica da regulação estatal então se conforma, em parte, à lógica do conflito.
- Estados e blocos se esforçam para restringir seus pagamentos e serviços a seus próprios residentes. Além disso, os Estados projetam seus projetos de infraestrutura para otimizar a utilidade doméstica, independentemente de como outros Estados sejam afetados, em oposição à utilidade transnacional.
- Estados ou blocos de estados promovem a inovação tecnológica para maximizar os benefícios dentro de seus próprios limites, e não em prol da própria inovação.[1]

## Geo-economia e mercantilismo
A geo-economia não deve ser confundida com o mercantilismo ou o neo-mercantilismo. Sob o mercantilismo, o objetivo era maximizar os estoques nacionais de ouro, quando as disputas comerciais evoluíram para disputas políticas, o que poderia levar a conflitos militares. Portanto, a concorrência mercantilista estava subordinada à concorrência militar, pois a modalidade anterior era governada pela possibilidade sempre presente de que o "perdedor" em uma briga comercial pudesse desafiar militarmente o resultado. 
A título de exemplo, a Espanha decretou que todo o comércio de e para suas colônias americanas apenas pudesse viajar em fundos espanhóis através de portos espanhóis, o que foi desobedecido por comerciantes britânicos e holandeses, resultando na Guerra Anglo-Espanhola. Ainda, holandeses enviaram suas fragatas para o Tâmisa para responder ao mercantilismo protecionista britânico, e portugueses afundavam navios árabes no Sul da Ásia.
Na nova era da geo-economia, no entanto, não há modalidade superior: tanto as causas quanto os instrumentos de conflito podem ser econômicos. Quando desacordos comerciais levam a confrontos políticos internacionais, as disputas devem ser resolvidas com as armas do comércio.

## As "armas" da geo-economia
Os Estados se envolvem em concorrência geo-econômica por meio do auxílio ou da direção de entidades privadas domésticas ou de ações diretas que se oponham aos interesses comerciais estrangeiros, além de investimentos no exterior e em excessos produtivos que forçam a participação no mercado. Mais diretamente, impostos, cotas e impedimentos regulatórios, além de financiamentos com desconto para a exportação de indústrias domésticas, são utilizados como armas geoeconômicas.[carece de fontes?]
Segundo Luttwak, as armas ofensivas são mais importantes na geo-economia, assim como na guerra. Além disso, a pesquisa e o desenvolvimento patrocinados pelo Estado são as mais importantes dessas armas. O objetivo contemporâneo passa a ser a conquista das indústrias do futuro através de superioridade tecnológica, em continuação das corridas armamentistas mercantilistas. A infantaria nesta analogia corresponde à produção comercial, que também pode ser apoiada pelo Estado através de várias formas de subsídios.
Outra arma geo-econômica é o financiamento predatório. Se os subsídios da operação são insuficientes para permitir que os exportadores domésticos superem concorrentes fortes, os Estados podem oferecer empréstimos a taxas de juros abaixo do mercado. Os Estados Unidos, por exemplo, fornecem garantias de empréstimos para financiar exportações, e existem instituições equivalentes em todos os principais países industriais. Os estrangeiros pagam rotineiramente taxas de juros mais baixas que os mutuários locais, aqueles sustentados pelos impostos destes, em uma caça à exportação cuja "munição" são os juros baixos, mas a caracterização do financiamento predatório se dá quando taxas de juros são repentinamente reduzidas em vendas conflituosas.

## "As leis da gravidade geo-econômica"
O economista do Fórum Mundial de Pensões e Investimentos, M. Nicolas J. Firzli, argumentou que "aderir às leis da gravidade geo-econômica", incluindo a autossuficiência financeira e a existência de infra-estrutura de transporte diversificada e avançada, são agora essenciais para garantir a soberania efetiva de um Estado: "o governo do Catar está agora pagando um preço incomensurável por ter pensado que poderia desafiar para sempre as leis da gravidade geo-econômica".
Nessa perspectiva, a atratividade do investimento e a capacidade de projetar soft power a uma distância considerável, como a China fez com sua Iniciativa do Cinturão e Rota, também são vistas como determinantes-chave da força geo-econômica.
Neste cenário, espera-se que grandes proprietários de ativos do setor privado, como fundos de pensão, desempenhem um papel cada vez mais importante, ao lado de atores estatais dos EUA e da China. Em novembro de 2018, o vice-presidente estadunidense Mike Pence viajou para a Ásia para promover a perspectiva do governo Trump para os oceanos Índico e Pacífico, com o apoio de dezenas de bilhões de dólares em empréstimos e créditos.

## A geo-economia substituindo a geopolítica?
No final da Guerra Fria, Richard Nixon previu que as considerações geo-econômicas poderiam eventualmente substituir a geopolítica clássica entre os formuladores de políticas dos EUA, uma tendência que ele considerou problemática: "A geo-economia superou o poderio militar e a geopolítica tradicional. Os Estados Unidos, eles concluem, não devem transformar suas espadas em arados, mas em micro-chips.” (Nixon 1992)